# 7P/Pons-Winnecke
7P/Pons-Winnecke  (cunoscută și sub numele de cometa Pons-Winnecke) este o cometă periodică din sistemul solar cu o perioadă de aproximativ 6,37 ani și a fost descoperită de Jean Louis Pons (Marseille) pe 12 iunie 1819. A fost ulterior redescoperită de Friedrich August Theodor Winnecke (Bonn) pe 9 martie 1858.
Se estimează că nucleul acestei comete are un diametru de aproximativ 5,2 km.